# Csehország az 1996. évi nyári olimpiai játékokon
Csehország az egyesült államokbeli Atlantában megrendezett 1996. évi nyári olimpiai játékok egyik részt vevő nemzete volt. Az országot az olimpián 17 sportágban 115 sportoló képviselte, akik összesen 11 érmet szereztek. A Cseh Köztársaság önállóan először vett részt a nyári olimpiai játékokon, és első olimpiai aranyérmeit is megszerezte.

## Érmesek
| Érem  | Versenyző                  | Sportág       | Versenyszám               |
| ----- | -------------------------- | ------------- | ------------------------- |
| Arany | Jan Železný                | Atlétika      | Férfi gerelyhajítás       |
| Arany | Martin Doktor              | Kajak-kenu    | Férfi kenu egyes 500 m    |
| Arany | Martin Doktor              | Kajak-kenu    | Férfi kenu egyes 1000 m   |
| Arany | Štěpánka Hilgertová        | Kajak-kenu    | Női szlalom kajak egyes   |
| Ezüst | Lukáš Pollert              | Kajak-kenu    | Férfi szlalom kenu egyes  |
| Ezüst | Miroslav Šimek Jiří Rohan  | Kajak-kenu    | Férfi szlalom kenu kettes |
| Ezüst | Jana Novotná Helena Suková | Tenisz        | Női páros                 |
| Bronz | Tomáš Dvořák               | Atlétika      | Férfi tízpróba            |
| Bronz | Šárka Kašpárková           | Atlétika      | Női hármasugrás           |
| Bronz | Miroslav Januš             | Sportlövészet | Férfi futócéllövészet     |
| Bronz | Jana Novotná               | Tenisz        | Női egyes                 |

## Asztalitenisz
Férfi
| Versenyző                | Versenyszám | Csoportkör | Csoportkör | Nyolcaddöntő                                          | Negyeddöntő                                   | Elődöntő                                       | Döntő                                                           | Helyezés |
| Versenyző                | Versenyszám | Ellenfél Eredmény | Hely.      | Ellenfél Eredmény                                     | Ellenfél Eredmény                             | Ellenfél Eredmény                              | Ellenfél Eredmény                                               | Helyezés |
| ------------------------ | ----------- | --- | ---------- | ----------------------------------------------------- | --------------------------------------------- | ---------------------------------------------- | --------------------------------------------------------------- | -------- |
| Petr Korbel              | Egyes       | G csoport · Cshö Gjongszob (PRK) · 2:1 · Augusto Morales (CHI) · 2:0 · Jean-Philippe Gatien (FRA) · 2:0                                                                              | 1.         | Hugo Hoyama (BRA) · 17–21, 19–21, 21–17, 21–14, 21–13 | Jean-Michel Saive (BEL) · 21–10, 21–13, 21–19 | Vang Tao (Wang Tao) (CHN) · 21–23, 7–21, 16–21 | Bronzmérkőzés · Jörg Roßkopf (GER) · 17–21, 21–19, 18–21, 19–21 | 4.       |
| Josef Plachý Petr Korbel | Páros       | H csoport · Japán (JPN) · Sibutani Hirosi · Macusita Kódzsi · 0:2 · Jugoszlávia (SCG) · Ilija Lupulesku · Slobodan Grujić · 0:2 · Nigéria (NGR) · Segun Toriola · Sule Olaleye · 0:2 | 4.         |                                                       | kiesett                                       | kiesett                                        | kiesett                                                         | 25.      |

Női
| Versenyző     | Versenyszám | Csoportkör                                                                                 | Csoportkör | Nyolcaddöntő      | Negyeddöntő       | Elődöntő          | Döntő             | Helyezés |
| Versenyző     | Versenyszám | Ellenfél Eredmény                                                                          | Hely.      | Ellenfél Eredmény | Ellenfél Eredmény | Ellenfél Eredmény | Ellenfél Eredmény | Helyezés |
| ------------- | ----------- | ------------------------------------------------------------------------------------------ | ---------- | ----------------- | ----------------- | ----------------- | ----------------- | -------- |
| Jana Dobešová | Egyes       | H csoport · Irina Palina (RUS) · 0:2 · Kojama Csire (JPN) · 0:2 · Blanca Alejo (DOM) · 2:0 | 3.         | kiesett           | kiesett           | kiesett           | kiesett           | 33.      |

## Atlétika
Férfi
| Versenyző        | Versenyszám     | Előfutam | Előfutam | Előfutam | Negyeddöntő | Negyeddöntő | Negyeddöntő | Elődöntő | Elődöntő | Elődöntő | Döntő         | Döntő         |
| Versenyző        | Versenyszám     | Idő      | Hely.    | Össz.    | Idő         | Hely.       | Össz.       | Idő      | Hely.    | Össz.    | Idő           | Helyezés      |
| ---------------- | --------------- | -------- | -------- | -------- | ----------- | ----------- | ----------- | -------- | -------- | -------- | ------------- | ------------- |
| Pavel Soukup     | 800 m           | 1:47,67  | 3.       | 32.      |             |             |             | kiesett  | kiesett  | kiesett  | kiesett       | kiesett       |
| Tomáš Dvořák     | 110 m gát       | 13,78    | 6.       | 33.      | kiesett     | kiesett     | kiesett     | kiesett  | kiesett  | kiesett  | kiesett       | kiesett       |
| Jiří Malysa      | 20 km gyaloglás |          |          |          |             |             |             |          |          |          | 1:25:13       | 25.           |
| Tomáš Kratochvíl | 20 km gyaloglás |          |          |          |             |             |             |          |          |          | 1:30:11       | 48.           |
| Hubert Sonnek    | 20 km gyaloglás |          |          |          |             |             |             |          |          |          | 1:32:42       | 52.           |
| Miloš Holuša     | 50 km gyaloglás |          |          |          |             |             |             |          |          |          | 4:03:16       | 27.           |
| Hubert Sonnek    | 50 km gyaloglás |          |          |          |             |             |             |          |          |          | nem ért célba | nem ért célba |

| Versenyző      | Versenyszám   | Selejtező | Selejtező | Döntő    | Döntő    |
| Versenyző      | Versenyszám   | Eredmény  | Helyezés  | Eredmény | Helyezés |
| -------------- | ------------- | --------- | --------- | -------- | -------- |
| Tomáš Janků    | Magasugrás    | 228 cm    | 13.*      | 225 cm   | 14.      |
| Milan Gombala  | Távolugrás    | 788 cm    | 19.*      | kiesett  | kiesett  |
| Miroslav Menc  | Súlylökés     | 18,69 m   | 21.       | kiesett  | kiesett  |
| Marek Bílek    | Diszkoszvetés | 59,86 m   | 20.       | kiesett  | kiesett  |
| Pavel Sedláček | Kalapácsvetés | 73,98 m   | 20.       | kiesett  | kiesett  |
| Jan Železný    | Gerelyhajítás | 86,52 m   | 2.        | 88,16 m  |          |

| Versenyző     | Versenyszám | 100 m | 100 m | Távolugrás | Távolugrás | Súlylökés | Súlylökés | Magasugrás | Magasugrás | 400 m | 400 m | 110 m gát | 110 m gát | Diszkoszvetés | Diszkoszvetés | Rúdugrás | Rúdugrás | Gerelyhajítás | Gerelyhajítás | 1500 m  | 1500 m | Végeredmény | Végeredmény |
| Versenyző     | Versenyszám | Idő   | Pont  | Eredmény   | Pont       | Eredmény  | Pont      | Eredmény   | Pont       | Idő   | Pont  | Idő       | Pont      | Eredmény      | Pont          | Eredmény | Pont     | Eredmény      | Pont          | Idő     | Pont   | Pont        | Helyezés    |
| ------------- | ----------- | ----- | ----- | ---------- | ---------- | --------- | --------- | ---------- | ---------- | ----- | ----- | --------- | --------- | ------------- | ------------- | -------- | -------- | ------------- | ------------- | ------- | ------ | ----------- | ----------- |
| Tomáš Dvořák  | Tízpróba    | 10,64 | 942   | 760 cm     | 960        | 15,82 m   | 840       | 198 cm     | 785        | 48,29 | 895   | 13,79     | 1.002     | 46,28 m       | 793           | 470 cm   | 819      | 70,16 m       | 892           | 4:31,25 | 736    | 8664        |             |
| Robert Změlík | Tízpróba    | 10,83 | 899   | 764 cm     | 970        | 13,53 m   | 700       | 195 cm     | 758        | 49,55 | 835   | 14,17     | 953       | 43,44 m       | 735           | 540 cm   | 1.035    | 67,20 m       | 847           | 4:38,45 | 690    | 8422        | 7.          |
| Kamil Damašek | Tízpróba    | 10,86 | 892   | 722 cm     | 866        | 15,51 m   | 821       | 201 cm     | 813        | 47,35 | 941   | 14,94     | 857       | 42,66 m       | 719           | 490 cm   | 880      | 55,84 m       | 675           | 4:26,86 | 765    | 8229        | 16.         |

Női
| Versenyző                                                           | Versenyszám     | Előfutam | Előfutam | Előfutam | Negyeddöntő | Negyeddöntő | Negyeddöntő | Elődöntő | Elődöntő | Elődöntő | Döntő   | Döntő    |
| Versenyző                                                           | Versenyszám     | Idő      | Hely.    | Össz.    | Idő         | Hely.       | Össz.       | Idő      | Hely.    | Össz.    | Idő     | Helyezés |
| ------------------------------------------------------------------- | --------------- | -------- | -------- | -------- | ----------- | ----------- | ----------- | -------- | -------- | -------- | ------- | -------- |
| Hana Benešová                                                       | 400 m           | 52,28    | 5.       | 22.      | 51,30       | 5.          | 13.         | kiesett  | kiesett  | kiesett  | kiesett | kiesett  |
| Helena Fuchsová                                                     | 400 m           | 51,71    | 2.       | 9.       | 51,70       | 5.          | 20.         | kiesett  | kiesett  | kiesett  | kiesett | kiesett  |
| Naděžda Koštovalová                                                 | 400 m           | 53,03    | 4.       | 35.      | 53,21       | 8.          | 31.         | kiesett  | kiesett  | kiesett  | kiesett | kiesett  |
| Ludmila Formanová                                                   | 800 m           | 1:59,37  | 3.       | 7.       |             |             |             | 1:59,28  | 6.       | 12.      | kiesett | kiesett  |
| Naděžda Koštovalová Ludmila Formanová Helena Fuchsová Hana Benešová | 4 × 400 m váltó | 3:26,82  | 5.       | 14.      |             |             |             |          |          |          | 3:26,99 | 7.       |

| Versenyző                   | Versenyszám   | Selejtező | Selejtező | Döntő    | Döntő    |
| Versenyző                   | Versenyszám   | Eredmény  | Helyezés  | Eredmény | Helyezés |
| --------------------------- | ------------- | --------- | --------- | -------- | -------- |
| Zuzana Kováčiková-Hlavoňová | Magasugrás    | 193 cm    | 14.       | 193 cm   | 11.*     |
| Šárka Kašpárková            | Hármasugrás   | 14,42 m   | 7.        | 14,98 m  |          |
| Alice Matějková             | Diszkoszvetés | 60,72 m   | 15.       | kiesett  | kiesett  |
| Zdeňka Bartoňová-Šilhavá    | Diszkoszvetés | 59,24 m   | 19.       | kiesett  | kiesett  |
| Nikola Tomečková-Brejchová  | Gerelyhajítás | 55,02 m   | 25.       | kiesett  | kiesett  |

* - egy másik versenyzővel azonos eredményt ért el

## Birkózás
Kötöttfogású
| Versenyző      | Versenyszám | 32-es főtábla              | Nyolcaddöntő               | Negyeddöntő       | Elődöntő          | Vigaszág 2. kör                  | Vigaszág 3. kör                     | Vigaszág 4. kör           | Vigaszág 5. kör                    | Vigaszág 6. kör   | Bronz- mérkőzés                              | Döntő             | Helyezés |
| Versenyző      | Versenyszám | Ellenfél Eredmény          | Ellenfél Eredmény          | Ellenfél Eredmény | Ellenfél Eredmény | Ellenfél Eredmény                | Ellenfél Eredmény                   | Ellenfél Eredmény         | Ellenfél Eredmény                  | Ellenfél Eredmény | Ellenfél Eredmény                            | Ellenfél Eredmény | Helyezés |
| -------------- | ----------- | -------------------------- | -------------------------- | ----------------- | ----------------- | -------------------------------- | ----------------------------------- | ------------------------- | ---------------------------------- | ----------------- | -------------------------------------------- | ----------------- | -------- |
| Jaroslav Zeman | 74 kg       | Aziz Khalfi (MAR) · 7–0    | Berzicza Tamás (HUN) · 1–5 |                   |                   |                                  | Sztojan Sztojanov (BUL) · 0–5       | kiesett                   | kiesett                            | kiesett           | kiesett                                      |                   | 12.      |
| Pavel Frinta   | 82 kg       | Dan Henderson (USA) · 1–3  |                            |                   |                   | Jean-Pierre Wafflard (BEL) · 2–0 | Levon Gegamjan (ARM) · 2–3          | kiesett                   | kiesett                            | kiesett           | kiesett                                      |                   | 13.      |
| Marek Švec     | 90 kg       | Rozy Redzhepov (TKM) · 1–3 |                            |                   |                   | Lucio Vásquez (PER) · 10–0       | Moustafa Ramada Hussain (EGY) · 8–4 | Reynaldo Peña (CUB) · 4–2 | Aljakszandr Szidarenka (BLR) · 1–3 |                   | A 7. helyért · Derrick Waldroup (USA) · 2–10 |                   | 8.       |

## Cselgáncs
Férfi
| Versenyző     | Versenyszám | Selejtező         | 32-es főtábla                    | Nyolcaddöntő      | Negyeddöntő       | Elődöntő          | Vigaszág első kör | Vigaszág negyeddöntő | Vigaszág elődöntő | Bronz- mérkőzés   | Döntő             | Helyezés |
| Versenyző     | Versenyszám | Ellenfél Eredmény | Ellenfél Eredmény                | Ellenfél Eredmény | Ellenfél Eredmény | Ellenfél Eredmény | Ellenfél Eredmény | Ellenfél Eredmény    | Ellenfél Eredmény | Ellenfél Eredmény | Ellenfél Eredmény | Helyezés |
| ------------- | ----------- | ----------------- | -------------------------------- | ----------------- | ----------------- | ----------------- | ----------------- | -------------------- | ----------------- | ----------------- | ----------------- | -------- |
| Roman Nováček | Légsúly     | erőnyerő          | Amar Meridja (ALG) · V           | kiesett           | kiesett           | kiesett           |                   |                      |                   |                   |                   | 21.      |
| Petr Lacina   | Középsúly   | erőnyerő          | Algimantas Merkevičius (LTU) · V | kiesett           | kiesett           | kiesett           |                   |                      |                   |                   |                   | 21.      |

Női
| Versenyző          | Versenyszám | Selejtező              | Nyolcaddöntő               | Negyeddöntő       | Elődöntő          | Vigaszág első kör | Vigaszág negyeddöntő | Vigaszág elődöntő | Bronz- mérkőzés   | Döntő             | Helyezés |
| Versenyző          | Versenyszám | Ellenfél Eredmény      | Ellenfél Eredmény          | Ellenfél Eredmény | Ellenfél Eredmény | Ellenfél Eredmény | Ellenfél Eredmény    | Ellenfél Eredmény | Ellenfél Eredmény | Ellenfél Eredmény | Helyezés |
| ------------------ | ----------- | ---------------------- | -------------------------- | ----------------- | ----------------- | ----------------- | -------------------- | ----------------- | ----------------- | ----------------- | -------- |
| Michaela Vernerová | Váltósúly   | erőnyerő               | Xiomara Griffith (VEN) · V | kiesett           | kiesett           |                   |                      |                   |                   |                   | 16.      |
| Radka Štusáková    | Középsúly   | Kazumi Risza (JPN) · V | kiesett                    | kiesett           | kiesett           |                   |                      |                   |                   |                   | 18.      |

## Evezés
Férfi
| Versenyző                      | Versenyszám              | Előfutam | Előfutam | Vigaszág | Vigaszág | Elődöntő | Elődöntő | Elődöntő | Döntő | Döntő   | Döntő | Helyezés |
| Versenyző                      | Versenyszám              | Idő      | Hely.    | Idő      | Hely.    | Típus    | Idő      | Hely.    | Típus | Idő     | Hely. | Helyezés |
| ------------------------------ | ------------------------ | -------- | -------- | -------- | -------- | -------- | -------- | -------- | ----- | ------- | ----- | -------- |
| Václav Chalupa, Jr.            | Egypárevezős             | 7:35,48  | 1.       | erőnyerő | erőnyerő | A/B      | 7:16,97  | 3.       | A     | 6:55,65 | 5.    | 5.       |
| Adam Michálek Michal Vabroušek | Könnyűsúlyú kétpárevezős | 7:16,07  | 5.       | 6:30,34  | 3.       | C/D      | 6:41,41  | 1.       | C     | 6:53,14 | 1.    | 13.      |

Női
| Versenyző                      | Versenyszám              | Előfutam | Előfutam | Vigaszág | Vigaszág | Elődöntő | Elődöntő | Elődöntő | Döntő | Döntő   | Döntő | Helyezés |
| Versenyző                      | Versenyszám              | Idő      | Hely.    | Idő      | Hely.    | Típus    | Idő      | Hely.    | Típus | Idő     | Hely. | Helyezés |
| ------------------------------ | ------------------------ | -------- | -------- | -------- | -------- | -------- | -------- | -------- | ----- | ------- | ----- | -------- |
| Sabina Telenská Hana Dariusová | Kormányos nélküli kettes | 7:54,72  | 4.       | 8:01,50  | 1.       | A/B      | 7:48,40  | 5.       | B     | 7:20,24 | 3.    | 9.       |

## Kajak-kenu

### Síkvízi
Férfi
| Versenyző                                           | Versenyszám         | Előfutam | Előfutam | Előfutam | Vigaszág | Vigaszág | Vigaszág | Elődöntő | Elődöntő | Elődöntő | Döntő    | Döntő    |
| Versenyző                                           | Versenyszám         | Idő      | Hely.    | Össz.    | Idő      | Hely.    | Össz.    | Idő      | Hely.    | Össz.    | Idő      | Helyezés |
| --------------------------------------------------- | ------------------- | -------- | -------- | -------- | -------- | -------- | -------- | -------- | -------- | -------- | -------- | -------- |
| Karel Leština Jiří Polívka                          | Kajak kettes 500 m  | 1:34,107 | 6.       | 13.      | 1:37,119 | 2.       | 2.       | 1:32,517 | 7.       | 14.      | kiesett  | kiesett  |
| Petr Hruška René Kučera                             | Kajak kettes 1000 m | 3:42,882 | 4.       | 9.       | 3:35,216 | 3.       | 6.       | 3:21,384 | 7.       | 12.      | kiesett  | kiesett  |
| Karel Leština Pavel Mráz Martin Otáhal Jiří Polívka | Kajak négyes 1000 m | 3:19,868 | 7.       | 14.      |          |          |          | 3:06,611 | 5.       | 9.       | kiesett  | kiesett  |
| Martin Doktor                                       | Kenu egyes 500 m    | 1:52,907 | 1.       | 1.       |          |          |          | erőnyerő | erőnyerő | erőnyerő | 1:49,934 |          |
| Martin Doktor                                       | Kenu egyes 1000 m   | 4:19,918 | 1.       | 1.       |          |          |          | erőnyerő | erőnyerő | erőnyerő | 3:54,418 |          |
| Pavel Bednář Petr Fuksa                             | Kenu kettes 500 m   | 1:47,955 | 7.       | 16.      | 1:50,480 | 3.       | 7.       | 1:44,902 | 6.       | 14.      | kiesett  | kiesett  |
| Pavel Bednář Petr Fuksa                             | Kenu kettes 1000 m  | 4:25,295 | 8.       | 14.      |          |          |          | 3:51,576 | 5.       | 10.      | kiesett  | kiesett  |

Női
| Versenyző                                                         | Versenyszám        | Előfutam | Előfutam | Előfutam | Vigaszág | Vigaszág | Vigaszág | Elődöntő | Elődöntő | Elődöntő | Döntő   | Döntő    |
| Versenyző                                                         | Versenyszám        | Idő      | Hely.    | Össz.    | Idő      | Hely.    | Össz.    | Idő      | Hely.    | Össz.    | Idő     | Helyezés |
| ----------------------------------------------------------------- | ------------------ | -------- | -------- | -------- | -------- | -------- | -------- | -------- | -------- | -------- | ------- | -------- |
| Pavlína Jobánková                                                 | Kajak egyes 500 m  | 2:07,811 | 7.       | 22.      | 2:12,219 | 7.       | 13.      | kiesett  | kiesett  | kiesett  | kiesett | kiesett  |
| Jitka Janáčková Pavlína Jobánková                                 | Kajak kettes 500 m | 1:51,346 | 6.       | 18.      | 1:55,377 | 4.       | 8.       | 1:49,125 | 7.       | 14.      | kiesett | kiesett  |
| Jitka Janáčková Kateřina Heková Kateřina Hluchá Milena Pergnerová | Kajak négyes 500 m | 1:44,707 | 7.       | 13.      |          |          |          | 1:42,216 | 5.       | 11.      | kiesett | kiesett  |

### Szlalom
| Versenyző                 | Versenyszám       | Döntő    | Döntő    | Döntő    | Döntő    | Döntő         | Döntő         |
| Versenyző                 | Versenyszám       | 1. futam | 1. futam | 2. futam | 2. futam | Jobb eredmény | Jobb eredmény |
| Versenyző                 | Versenyszám       | Pont     | Hely.    | Pont     | Hely.    | Pont          | Helyezés      |
| ------------------------- | ----------------- | -------- | -------- | -------- | -------- | ------------- | ------------- |
| Luboš Hilgert             | Férfi kajak egyes | 151,10   | 11.      | 196,99   | 33.      | 151,10        | 18.           |
| Jiří Prskavec             | Férfi kajak egyes | 297,29   | 44.      | 151,15   | 13.      | 151,15        | 19.           |
| Lukáš Pollert             | Férfi kenu egyes  | 151,17   | 1.       | 178,25   | 16.      | 151,17        |               |
| Pavel Janda               | Férfi kenu egyes  | 177,71   | 17.      | 240,87   | 26.      | 177,71        | 20.           |
| Miroslav Šimek Jiří Rohan | Férfi kenu kettes | 231,77   | 14.      | 160,16   | 2.       | 160,16        |               |
| Petr Štercl Pavel Štercl  | Férfi kenu kettes | 168,45   | 2.       | 339,53   | 15.      | 168,45        | 6.            |
| Štěpánka Hilgertová       | Női kajak egyes   | 169,49   | 1.       | 171,97   | 4.       | 169,49        |               |
| Marcela Sadilová          | Női kajak egyes   | 236,22   | 18.      | 174,47   | 7.       | 174,47        | 9.            |
| Irena Pavelková           | Női kajak egyes   | 239,45   | 19.      | 181,89   | 12.      | 181,89        | 16.           |

## Kerékpározás

### Hegyi-kerékpározás
| Versenyző              | Versenyszám        | Idő                | Helyezés |
| ---------------------- | ------------------ | ------------------ | -------- |
| Radovan Fořt           | Férfi terepverseny | 2:42:43 (+0:25:05) | 24.      |
| Pavel Camrda           | Férfi terepverseny | 2:49:09 (+0:31:31) | 33.      |
| Kateřina Neumannová    | Női terepverseny   | 2:04:03 (+0:13:12) | 18.      |
| Kateřina Hanušová-Nash | Női terepverseny   | 2:04:05 (+0:13:14) | 19.      |

### Országúti kerékpározás
Férfi
| Versenyző   | Versenyszám   | Idő             | Helyezés |
| ----------- | ------------- | --------------- | -------- |
| Ján Svorada | Mezőnyverseny | 4:56:44 (+2:48) | 30.      |

### Pálya-kerékpározás
Sprintversenyek
| Versenyző   | Versenyszám  | Selejtező | Selejtező | 1. forduló                            | Vigaszág               | Vigaszág | 2. forduló                          | Vigaszág               | Vigaszág | Nyolcaddöntő               | Vigaszág                                               | Vigaszág | Negyeddöntő          | 5–8. helyért           | 5–8. helyért | Elődöntő             | Döntő                | Helyezés |
| Versenyző   | Versenyszám  | Idő       | Hely.     | Ellenfél Győztes idő                  | Ellenfelek Győztes idő | Hely.    | Ellenfél Győztes idő                | Ellenfelek Győztes idő | Hely.    | Ellenfél Győztes idő       | Ellenfelek Győztes idő                                 | Hely.    | Ellenfél Győztes idő | Ellenfelek Győztes idő | Hely.        | Ellenfél Győztes idő | Ellenfél Győztes idő | Helyezés |
| ----------- | ------------ | --------- | --------- | ------------------------------------- | ---------------------- | -------- | ----------------------------------- | ---------------------- | -------- | -------------------------- | ------------------------------------------------------ | -------- | -------------------- | ---------------------- | ------------ | -------------------- | -------------------- | -------- |
| Pavel Buráň | Férfi egyéni | 10,389    | 7.        | Lámbrosz Vaszilópulosz (GRE) · 11,700 |                        |          | Jeórjiosz Himonétosz (GRE) · 11,272 |                        |          | Darryn Hill (AUS) · 11,008 | Frédéric Magné (FRA) · Viesturs Bērziņš (LAT) · 10,975 | 2.       | kiesett              | kiesett                | kiesett      | kiesett              | kiesett              | kiesett  |

## Ökölvívás
| Versenyző         | Versenyszám     | Selejtező                             | Nyolcaddöntő                     | Negyeddöntő       | Elődöntő          | Döntő             | Helyezés |
| Versenyző         | Versenyszám     | Ellenfél Eredmény                     | Ellenfél Eredmény                | Ellenfél Eredmény | Ellenfél Eredmény | Ellenfél Eredmény | Helyezés |
| ----------------- | --------------- | ------------------------------------- | -------------------------------- | ----------------- | ----------------- | ----------------- | -------- |
| Jaroslav Konečný  | Könnyűsúly      | Idrissa Kabore (BUR) · 16–6           | Phongsit Veangviact (THA) · 6–20 | kiesett           | kiesett           | kiesett           | 9.       |
| Pavel Polakovič   | Nagyváltósúly   | Victor Kunene (RSA) · 8–1             | David Reid (USA) · 5–12          | kiesett           | kiesett           | kiesett           | 9.       |
| Ľudovít Plachetka | Középsúly       | Dan Mathunjawa (SWZ) · 20–4           | Dilshod Yarbekov (UZB) · 4–4     | kiesett           | kiesett           | kiesett           | 9.       |
| Petr Horáček      | Szupernehézsúly | Ədalət Məmmədov (AZE) · RSC (sérülés) | kiesett                          | kiesett           | kiesett           | kiesett           | 17.      |

RSC - a mérkőzésvezető megállította a mérkőzést

## Röplabda

### Strandröplabda

#### Férfi
| Versenyző                    | 1. forduló                                                       | 2. forduló                                          | 3. forduló        | 4. forduló        | Reményág                                                 | Reményág                                      | Reményág          | Reményág          | Reményág          | Elődöntő          | Döntő             | Helyezés |
| Versenyző                    | 1. forduló                                                       | 2. forduló                                          | 3. forduló        | 4. forduló        | 1. forduló                                               | 2. forduló                                    | 3. forduló        | 4. forduló        | 5. forduló        | Elődöntő          | Döntő             | Helyezés |
| Versenyző                    | Ellenfél Eredmény                                                | Ellenfél Eredmény                                   | Ellenfél Eredmény | Ellenfél Eredmény | Ellenfél Eredmény                                        | Ellenfél Eredmény                             | Ellenfél Eredmény | Ellenfél Eredmény | Ellenfél Eredmény | Ellenfél Eredmény | Ellenfél Eredmény | Helyezés |
| ---------------------------- | ---------------------------------------------------------------- | --------------------------------------------------- | ----------------- | ----------------- | -------------------------------------------------------- | --------------------------------------------- | ----------------- | ----------------- | ----------------- | ----------------- | ----------------- | -------- |
| Michal Palinek Marek Pakosta | Spanyolország (ESP) · Javier Yuste · Miguel Ángel Martín · 15–11 | Brazília (BRA) · Franco Neto · Roberto Lopes · 5–15 |                   |                   | Hollandia (NED) · Michel Everaert · Sander Mulder · 15–6 | Kanada (CAN) · John Child · Mark Heese · 9–15 | kiesett           | kiesett           | kiesett           | kiesett           | kiesett           | 13.      |

## Sportlövészet
Férfi
| Versenyző           | Versenyszám           | Selejtező | Selejtező   | Döntő   | Döntő    |
| Versenyző           | Versenyszám           | Pont      | Helyezés    | Pont    | Helyezés |
| ------------------- | --------------------- | --------- | ----------- | ------- | -------- |
| Martin Tenk         | Szabadpisztoly        | 564       | 5.**        | 657,7   | 7.       |
| Martin Tenk         | Légpisztoly           | 576       | 23.**       | kiesett | kiesett  |
| Stanislav Jirkal    | Légpisztoly           | 572       | 39.*        | kiesett | kiesett  |
| Stanislav Jirkal    | Szabadpisztoly        | 559       | 15.         | kiesett | kiesett  |
| Milan Mach          | Sportpuska, fekvő     | 596       | 7.*         | 700,9   | 5.       |
| Václav Bečvář       | Sportpuska, fekvő     | 595       | 11.******** | kiesett | kiesett  |
| Václav Bečvář       | Sportpuska, összetett | 1168      | 6.          | 1,264,0 | 7.       |
| Milan Bakeš         | Sportpuska, összetett | 1163      | 18.***      | kiesett | kiesett  |
| Milan Bakeš         | Légpuska              | 591       | 4.****      | 690,5   | 8.       |
| Petr Kůrka          | Légpuska              | 590       | 11.***      | kiesett | kiesett  |
| Miroslav Januš      | Futócéllövészet       | 580       | 3.          | 678,4   |          |
| Luboš Račanský      | Futócéllövészet       | 565       | 13.         | kiesett | kiesett  |
| Pavel Kubec         | Trap                  | 120       | 13.******   | kiesett | kiesett  |
| David Kostelecký    | Trap                  | 118       | 31.*****    | kiesett | kiesett  |
| Jiří Gach           | Trap                  | 121       | 9.***       | kiesett | kiesett  |
| Jiří Gach           | Dupla trap            | 130       | 19.**       | kiesett | kiesett  |
| Jan Sychra          | Skeet                 | 120       | 15.****     | kiesett | kiesett  |
| Bronislav Bechyňský | Skeet                 | 117       | 32.*****    | kiesett | kiesett  |
| Leoš Hlaváček       | Skeet                 | 117       | 32.*****    | kiesett | kiesett  |

Női
| Versenyző                 | Versenyszám           | Selejtező | Selejtező | Döntő   | Döntő    |
| Versenyző                 | Versenyszám           | Pont      | Helyezés  | Pont    | Helyezés |
| ------------------------- | --------------------- | --------- | --------- | ------- | -------- |
| Regina Kodymová-Jirkalová | Légpisztoly           | 364       | 37.       | kiesett | kiesett  |
| Regina Kodymová-Jirkalová | Sportpisztoly         | 572       | 27.*      | kiesett | kiesett  |
| Dagmar Bílková            | Sportpuska, összetett | 574       | 22.***    | kiesett | kiesett  |
| Dagmar Bílková            | Légpuska              | 390       | 20.****   | kiesett | kiesett  |
| Marta Nedvědová           | Légpuska              | 395       | 2.***     | 495,1   | 6.       |
| Marta Nedvědová           | Sportpuska, összetett | 578       | 12.****   | kiesett | kiesett  |

* - egy másik versenyzővel azonos eredményt ért el

** - két másik versenyzővel azonos eredményt ért el

*** - három másik versenyzővel azonos eredményt ért el

**** - négy másik versenyzővel azonos eredményt ért el

***** - öt másik versenyzővel azonos eredményt ért el

****** - hat másik versenyzővel azonos eredményt ért el

******** - nyolc másik versenyzővel azonos eredményt ért el

## Súlyemelés
| Versenyző      | Versenyszám | Szakítás | Szakítás | Lökés    | Lökés    | Összesen | Helyezés |
| Versenyző      | Versenyszám | Eredmény | Helyezés | Eredmény | Helyezés | Összesen | Helyezés |
| -------------- | ----------- | -------- | -------- | -------- | -------- | -------- | -------- |
| Petr Stanislav | 59 kg       | 112,5    | 12.*     | 142,5    | 10.      | 255,0    | 10.      |
| Roman Polom    | 99 kg       | 160,0    | 16.*     | 187,5    | 18.*     | 347,5    | 19.      |

* - másik versenyzővel azonos eredményt ért el

## Tenisz
Férfi
| Versenyző               | Versenyszám | 64-es főtábla                        | 32-es főtábla                                                            | Nyolcaddöntő                                                | Negyeddöntő                                               | Elődöntő          | Bronz- mérkőzés   | Döntő             | Helyezés |
| Versenyző               | Versenyszám | Ellenfél Eredmény                    | Ellenfél Eredmény                                                        | Ellenfél Eredmény                                           | Ellenfél Eredmény                                         | Ellenfél Eredmény | Ellenfél Eredmény | Ellenfél Eredmény | Helyezés |
| ----------------------- | ----------- | ------------------------------------ | ------------------------------------------------------------------------ | ----------------------------------------------------------- | --------------------------------------------------------- | ----------------- | ----------------- | ----------------- | -------- |
| Daniel Vacek            | Egyes       | David Prinosil (GER) · 6–4, 2–6, 6–4 | Andrej Olhovszkij (RUS) · 3–6, 6–7                                       | kiesett                                                     | kiesett                                                   | kiesett           | kiesett           | kiesett           | 17.      |
| Jiří Novák              | Egyes       | Renzo Furlan (ITA) · 6–4, 4–6, 3–6   | kiesett                                                                  | kiesett                                                     | kiesett                                                   | kiesett           | kiesett           | kiesett           | 33.      |
| Jiří Novák Daniel Vacek | Páros       |                                      | Üzbegisztán (UZB) · Oleg Ogorodov · Dmitry Tomashevich · mérkőzés nélkül | Ecuador (ECU) · Pablo Campana · Nicolás Lapentti · 7–5, 6–4 | Nagy-Britannia (GBR) · Neil Broad · Tim Henman · 6–7, 4–6 | kiesett           | kiesett           | kiesett           | 5.       |

Női
| Versenyző                  | Versenyszám | 64-es főtábla                               | 32-es főtábla                                                    | Nyolcaddöntő                                                   | Negyeddöntő                                                       | Elődöntő                                                                     | Bronz- mérkőzés                     | Döntő                                                                   | Helyezés |
| Versenyző                  | Versenyszám | Ellenfél Eredmény                           | Ellenfél Eredmény                                                | Ellenfél Eredmény                                              | Ellenfél Eredmény                                                 | Ellenfél Eredmény                                                            | Ellenfél Eredmény                   | Ellenfél Eredmény                                                       | Helyezés |
| -------------------------- | ----------- | ------------------------------------------- | ---------------------------------------------------------------- | -------------------------------------------------------------- | ----------------------------------------------------------------- | ---------------------------------------------------------------------------- | ----------------------------------- | ----------------------------------------------------------------------- | -------- |
| Jana Novotná               | Egyes       | Ruxandra Dragomir (ROU) · 6–4, 4–4, feladta | Judith Wiesner (AUT) · 6–4, 3–6, 6–3                             | Szugijama Ai (JPN) · 6–3, 6–4                                  | Szeles Mónika (USA) · 7–5, 3–6, 8–6                               | Arantxa Sánchez Vicario (ESP) · 4–6, 6–1, 3–6                                | Mary Joe Fernández (USA) · 7–6, 6–4 |                                                                         |          |
| Helena Suková              | Egyes       | Mariaan de Swardt (RSA) · 6–7, 6–3, 5–7     | kiesett                                                          | kiesett                                                        | kiesett                                                           | kiesett                                                                      | kiesett                             | kiesett                                                                 | 33.      |
| Jana Novotná Helena Suková | Páros       |                                             | Oroszország (RUS) · Anna Kurnyikova · Jelena Makarova · 6–2, 6–2 | Indonézia (INA) · Yayuk Basuki · Romana Tedjakusuma · 6–2, 6–3 | Kanada (CAN) · Jill Hetherington · Patricia Hy-Boulais · 6–2, 6–4 | Spanyolország (ESP) · Conchita Martínez · Arantxa Sánchez Vicario · 6–2, 7–6 |                                     | Egyesült Államok (USA) · Gigi Fernández · Mary Joe Fernández · 6–7, 4–6 |          |

## Torna
Férfi
| Versenyző | Versenyszám      | Selejtező | Selejtező | Döntő    | Döntő    |
| Versenyző | Versenyszám      | Pontszám  | Helyezés  | Pontszám | Helyezés |
| --------- | ---------------- | --------- | --------- | -------- | -------- |
| Jiří Fiřt | Talaj            | 17,700    | 87.       | kiesett  | kiesett  |
| Jiří Fiřt | Ugrás            | 18,675    | 63.***    | kiesett  | kiesett  |
| Jiří Fiřt | Korlát           | 17,550    | 83.*      | kiesett  | kiesett  |
| Jiří Fiřt | Nyújtó           | 17,887    | 77.       | kiesett  | kiesett  |
| Jiří Fiřt | Gyűrű            | 18,475    | 68.       | kiesett  | kiesett  |
| Jiří Fiřt | Lólengés         | 18,225    | 70.       | kiesett  | kiesett  |
| Jiří Fiřt | Egyéni összetett | 108,512   | 58.       | kiesett  | kiesett  |

Női
| Versenyző          | Versenyszám      | Selejtező | Selejtező | Döntő    | Döntő    |
| Versenyző          | Versenyszám      | Pontszám  | Helyezés  | Pontszám | Helyezés |
| ------------------ | ---------------- | --------- | --------- | -------- | -------- |
| Gabriela Krčmářová | Talaj            | 18,487    | 74.**     | kiesett  | kiesett  |
| Gabriela Krčmářová | Ugrás            | 18,587    | 73.       | kiesett  | kiesett  |
| Gabriela Krčmářová | Felemás korlát   | 17,962    | 84.       | kiesett  | kiesett  |
| Gabriela Krčmářová | Gerenda          | 17,074    | 84.       | kiesett  | kiesett  |
| Gabriela Krčmářová | Egyéni összetett | 72,110    | 67.       | kiesett  | kiesett  |

* - egy másik versenyzővel azonos eredményt ért el

** - két másik versenyzővel azonos eredményt ért el

*** - öt másik versenyzővel azonos eredményt ért el

### Ritmikus gimnasztika
| Versenyző        | Versenyszám | Selejtező | Selejtező | Elődöntő | Elődöntő | Döntő   | Döntő    |
| Versenyző        | Versenyszám | Pont      | Hely.     | Pont     | Hely.    | Pont    | Helyezés |
| ---------------- | ----------- | --------- | --------- | -------- | -------- | ------- | -------- |
| Lenka Oulehlová  | Egyéni      | 36,963    | 22.       | kiesett  | kiesett  | kiesett | kiesett  |
| Andrea Šebestová | Egyéni      | 36,598    | 28.       | kiesett  | kiesett  | kiesett | kiesett  |

## Úszás
Férfi
| Versenyző       | Versenyszám    | Előfutam | Előfutam | Előfutam | Döntő   | Döntő   | Döntő   | Helyezés |
| Versenyző       | Versenyszám    | Idő      | Hely.    | Össz.    | Típus   | Idő     | Hely.   | Helyezés |
| --------------- | -------------- | -------- | -------- | -------- | ------- | ------- | ------- | -------- |
| Rastislav Bizub | 100 m hát      | 58,29    | 5.       | 37.      | kiesett | kiesett | kiesett | kiesett  |
| Rastislav Bizub | 200 m hát      | 2:04,55  | 5.       | 24.      | kiesett | kiesett | kiesett | kiesett  |
| Daniel Málek    | 100 m mell     | 1:02,46  | 5.       | 9.       | B       | 1:02,39 | 2.      | 10.      |
| Daniel Málek    | 200 m mell     | 2:17,08  | 7.       | 18.      | kiesett | kiesett | kiesett | kiesett  |
| Josef Horký     | 200 m pillangó | 2:02,84  | 7.       | 30.      | kiesett | kiesett | kiesett | kiesett  |
| Josef Horký     | 200 m vegyes   | 2:05,45  | 2.       | 18.      | kiesett | kiesett | kiesett | kiesett  |
| Josef Horký     | 400 m vegyes   | 4:26,58  | 5.       | 13.      | B       | 4:28,39 | 6.      | 14.      |

Női
| Versenyző                                                                | Versenyszám            | Előfutam | Előfutam | Előfutam | Döntő   | Döntő   | Döntő   | Helyezés |
| Versenyző                                                                | Versenyszám            | Idő      | Hely.    | Össz.    | Típus   | Idő     | Hely.   | Helyezés |
| ------------------------------------------------------------------------ | ---------------------- | -------- | -------- | -------- | ------- | ------- | ------- | -------- |
| Kristýna Kyněrová                                                        | 100 m gyors            | 58,03    | 4.       | 34.      | kiesett | kiesett | kiesett | kiesett  |
| Kristýna Kyněrová                                                        | 200 m gyors            | 2:03,63  | 6.       | 19.      | kiesett | kiesett | kiesett | kiesett  |
| Olga Šplíchalová                                                         | 400 m gyors            | 4:20,04  | 7.       | 21.      | kiesett | kiesett | kiesett | kiesett  |
| Olga Šplíchalová                                                         | 800 m gyors            | 8:47,68  | 6.       | 15.      | kiesett | kiesett | kiesett | kiesett  |
| Kateřina Pivoňková                                                       | 200 m hát              | 2:18,20  | 7.       | 21.      | kiesett | kiesett | kiesett | kiesett  |
| Lenka Maňhalová                                                          | 100 m mell             | 1:12,72  | 1.       | 29.      | kiesett | kiesett | kiesett | kiesett  |
| Lenka Maňhalová                                                          | 200 m mell             | 2:32,14  | 6.       | 15.      | B       | 2:29,96 | 3.      | 11.      |
| Lenka Maňhalová                                                          | 200 m vegyes           | 2:18,43  | 7.       | 20.      | kiesett | kiesett | kiesett | kiesett  |
| Marcela Kubalčíková                                                      | 100 m hát              | 1:05,48  | 3.       | 24.      | kiesett | kiesett | kiesett | kiesett  |
| Marcela Kubalčíková                                                      | 100 m pillangó         | 1:03,82  | 2.       | 33.      | kiesett | kiesett | kiesett | kiesett  |
| Marcela Kubalčíková                                                      | 200 m pillangó         | 2:19,38  | 4.       | 27.      | kiesett | kiesett | kiesett | kiesett  |
| Hana Černá                                                               | 400 m vegyes           | 4:49,43  | 6.       | 13.      | B       | 4:46,78 | 2.      | 10.      |
| Pavla Chrástová                                                          | 400 m vegyes           | 4:51,35  | 5.       | 15.      | B       | 4:56,23 | 8.      | 16.      |
| Hana Černá Pavla Chrástová Kristýna Kyněrová Olga Šplíchalová            | 4 × 200 m gyorsváltó   | 8:21,19  | 6.       | 15.      | kiesett | kiesett | kiesett | kiesett  |
| Marcela Kubalčíková Kristýna Kyněrová Lenka Maňhalová Kateřina Pivoňková | 4 × 100 m vegyes váltó | 4:21,05  | 8.       | 20.      | kiesett | kiesett | kiesett | kiesett  |

## Vitorlázás
Férfi
| Versenyző     | Versenyszám     | Futam | Futam | Futam | Futam | Futam | Futam | Futam | Futam | Futam | Futam | Pontszám | Helyezés |
| Versenyző     | Versenyszám     | 1     | 2     | 3     | 4     | 5     | 6     | 7     | 8     | 9     | 10    | Pontszám | Helyezés |
| ------------- | --------------- | ----- | ----- | ----- | ----- | ----- | ----- | ----- | ----- | ----- | ----- | -------- | -------- |
| Patrik Hrdina | Szörfvitorlázás | 32    | 26    | 32    | 31    | (35)  | 24    | 14    | 24    | (42)  |       | 183,0    | 30.      |
| Michal Maier  | Finn dingi      | 3     | 15    | 17    | 18    | (19)  | (29)  | 12    | 8     | 5     | 8     | 86,0     | 14.      |

## Vívás
Férfi
| Versenyző      | Versenyszám       | Selejtező                                   | 32-es főtábla     | Nyolcaddöntő      | Negyeddöntő       | Elődöntő          | Bronz- mérkőzés   | Döntő             | Helyezés |
| Versenyző      | Versenyszám       | Ellenfél Eredmény                           | Ellenfél Eredmény | Ellenfél Eredmény | Ellenfél Eredmény | Ellenfél Eredmény | Ellenfél Eredmény | Ellenfél Eredmény | Helyezés |
| -------------- | ----------------- | ------------------------------------------- | ----------------- | ----------------- | ----------------- | ----------------- | ----------------- | ----------------- | -------- |
| Roman Ječmínek | Párbajtőr, egyéni | Csang Theszok (Jang Tae-seok) (KOR) · 13–15 | kiesett           | kiesett           | kiesett           | kiesett           | kiesett           | kiesett           | 37.      |